# Banque Hydro
La Banque Hydro est un service français d'accès à des données hydrologiques fournies par des services de l'État (Directions régionales de l'environnement, de l'aménagement et du logement, voies navigables de France et agences de l'eau) (DREAL, VNF et AFB) et d'autres producteurs (EDF, CNR…).  Ce service est géré par le Service central d'hydrométéorologie et d'appui à la prévision des inondations (Schapi) du ministère de la Transition écologique et solidaire.

## Les principaux services
Banque Hydro est mise en place entre 1970 et 1972 par Paul Vialle, au sein du Service de l'hydraulique. Elle stocke les mesures de hauteur d'eau (à pas de temps variable) ce qui permet d'avoir des données précises à la minute près. Ce ne sont pas des données brutes : elles sont analysées et critiquées lors de l'entrée dans la banque de données. Elles proviennent de 3 500 stations de mesure (dont 2 400 sont actuellement en service) implantées sur les cours d'eau français et la banque permet un accès aux données signalétiques des stations (finalité, localisation précise, qualité des mesures, historique, données disponibles…).
Banque Hydro calcule sur une station donnée les débits instantanés, journaliers, mensuels, etc. à partir des valeurs de hauteur d'eau et des courbes de tarage (relations entre les hauteurs et les débits). Ces valeurs sont actualisées à chaque mise à jour d'une hauteur ou d'une courbe de tarage (addition, précision supplémentaire, correction, etc.).
Banque Hydro fournit à tout moment les valeurs d'écoulement les plus exactes possibles compte tenu des informations que les gestionnaires des stations lui communiquent.
Compte tenu des besoins croissants en données fiables liés au changement climatique et de la longueur des séries chronologiques nécessaires en hydrologie, cet outil, avec près de 50 ans de données accumulées, et quelquefois bien plus pour les stations historiques, se révèle extrêmement précieux aujourd'hui.